# Terratrèmol de San Francisco de 1906
El terratrèmol de San Francisco de 1906 fou un terratrèmol que va afectar la ciutat californiana de San Francisco a les 5 de la matinada del dia 18 d'abril de 1906.
Va tenir una intensitat a l'Escala de Mercalli de VIII a la ciutat, però va arribar a intensitat IX a Santa Rosa (Califòrnia) on la devastació va ser total, convertint-se en una de les principals catàstrofes naturals del segle xx. És àmpliament acceptat un valor en l'Escala sismològica de magnitud de moment de 7,8.
L'epicentre del sisme va estar situat a Mussel Rock, a la costa de Daly City i va provocar la ruptura de la falla de San Andrés. Al moviment de terra li seguí una onada d'incendis que van devastar la ciutat. Les víctimes mortals s'estimen entre 3.000 i 6.000 una part d'ells a ciutats del voltant de la badia. Unes 225.000 persones, d'un total dels 400.000 habitants de San Francisco es quedaren sense habitatge. Com a conseqüència d'aquest terratrèmol es va afavorir que la ciutat de Los Angeles substituís a San Francisco com a capital econòmica de Califòrnia.